# Acropimpla poorva
Acropimpla poorva là một loài tò vò trong họ Ichneumonidae.